# What Goes Around Comes Around (Bob Marley)
What Goes Around Comes Around è un singolo postumo del cantautore giamaicano Bob Marley, pubblicato nel 1996. Si tratta di un brano del 1967 remixato dall'ex DJ, oggi pilota di aerei di linea, Alex Natale.

## Produzione
La registrazione, insieme ad altre nove, vennero fornite a Natale direttamente dalla vedova Rita Marley. Si tratta di registrazioni fatte per divertimento da Marley solo voce e chitarra su una spiaggia di fronte un gruppo di amici. Ultimato il lavoro il disc jockey non fu soddisfatto del risultato finale e avrebbe voluto non farlo uscire, ma venne convinto da un discografico della EMI. Divenne così uno dei successi dell'estate 1996 partecipando anche al Festivalbar fortemente voluto da Vittorio Salvetti.

## Tracce
A
Testi e musiche di Alex Baraldi, Alex Natale DJ.
1. What Goes Around Comes Around (Alex Natale Re-Mix) (Extended Version)
2. What Goes Around Comes Around (Angels Of Love) (Dub Mix)

B
1. What Goes Around Comes Around (Marley Family Re-Mix) (Fabian Cooke)
2. What Goes Around Comes Around (Alex Natale Re-Mix) (Urban Reggae Mix) (Fabian Cooke, Kirk Wan)